# NGC 6821
NGC 6821 is een balkspiraalstelsel in het sterrenbeeld Arend. Het hemelobject werd op 8 augustus 1863 ontdekt door de Duitse astronoom Albert Marth.

## Synoniemen
- MCG -1-50-2
- IRAS 19417-0657
- PGC 63594